# 陸軍特別幹部候補生
陸軍特别幹部候補生（りくぐんとくべつかんぶこうほせい）は太平洋戦争（大東亜戦争）末期の日本で15歳以上20歳未満の男子志願者から選抜され、陸軍の短期現役下士官となる教育を受ける者。1943年（昭和18年）12月に制定され、戦争終結まで存在した。特幹と略称される場合がある。

## 沿革
日本陸軍では下士官が部隊の初級幹部とされ、その補充には様々な方法があったが、現役下士官の中で特に航空、通信など特别な技能を必要とする兵種には陸軍少年飛行兵、陸軍少年通信兵など若年のうちに軍学校の生徒として教育する制度が太平洋戦争以前からすでに存在していた。しかし戦争の拡大により人員のさらなる補充が必要となり、従来の少年兵より短い教育期間で現役下士官を補充する制度が望まれた。
1943年（昭和18年）12月14日、「航空、船舶、通信、技術等関係部隊ノ戦力ヲ急速ニ強化スル為実務教育ヲ主トスル下士官補充制度」として陸軍現役下士官補充及服役臨時特例（勅令第922号）が定められた。これにもとづいて採用された者が特别幹部候補生（以下、特幹と略）である。制定の翌日12月15日には航空関係（操縦・技術・通信）と船舶関係の最初の召募が行われた。
1944年（昭和19年）4月、特幹の最初の採用者が各地の実施学校へ入校、あるいは教育隊に入隊した。航空関係のうち操縦要員約3250名は福岡県の大刀洗陸軍飛行学校へ入校、そのうち一部は陸軍系航空機乗員養成所の昭和19年度合格者（15期操縦生）であった。整備要員は埼玉県の所沢陸軍航空整備学校や同校の八戸教育隊（青森県）、岐阜県の岐阜陸軍航空整備学校、東京都の立川陸軍航空整備学校へ入校、あるいは栃木県宇都宮市の第1航空軍教育隊や愛媛県松山市の第3航空教育隊、千葉県柏町の第4航空教育隊、静岡県浜松市の第7航空教育隊、滋賀県神崎郡八日市町の第8航空教育隊、島根県松江市の第9航空教育隊、福島県郡山市の第12航空教育隊へ入隊した。操縦要員に採用されず整備要員・通信要員とされた候補生のうち、あくまでも操縦を熱望する者へは整備要員採用後しばらくして適性検査を行い、合格者を栃木県の宇都宮陸軍飛行学校金丸原教育隊に転属させ基礎教育の後、インドネシアのジャワ島へ移動し操縦教育を行った。
通信要員は茨城県東茨城郡の陸軍航空通信学校長岡教育隊、兵庫県の陸軍航空通信学校加古川分校および同校の尾上教育隊、神野教育隊、兵庫県篠山町の第31航空通信連隊、静岡県磐田郡の第1航空情報連隊、同県浜松市の第1航測連隊、三重県鈴鹿市石薬師の第1気象連隊へ入校・入隊した。
船舶関係の採用者は船舶司令部隷下として香川県豊浜町に組織された船舶兵特別幹部候補生隊に最初の約2000名が入隊した。同隊はのちに同県小豆島の淵崎村へ移駐し、以後の期も入隊した。
採用初年となる1944年は4月の第1回以後、8月（一部は9月）、12月の計3回が最初の受験者から採用された。それらを4月から数えて第1期・第2期・第3期とする著述や、昭和19年採用の前期・中期・後期と表現する例など、時局の混乱もあり公式な期順は定かではない。また9月採用から当初の告示になかった鉄道関係の要員が加わり、その最初の採用者は約200名が船舶関係志願者の中から選ばれて千葉県津田沼町の陸軍鉄道練習部教育隊に入隊した。
7月の陸軍告示では翌年採用の兵種が飛行兵・船舶兵・戦車兵・通信兵・高射兵・鉄道兵・技術兵に範囲を広げられ、翌年（昭和20年）2月より採用された。戦車兵は525名が静岡県上井出村の陸軍少年戦車兵学校に少年戦車兵とは別に入校し教育を受けた。同様に通信兵は東京都東村山町の東京陸軍少年通信兵学校、技術関係は神奈川県高座郡の陸軍兵器学校、高射兵は千葉陸軍高射学校浜松分教所（静岡県）へ少年兵とは別にそれぞれ入校した。また告示にはない重砲、山砲の各兵種にも特幹として採用され、陸軍重砲兵学校三保分教所（静岡県清水市）あるいは野砲兵第216連隊（京都府）へ入校・入隊する者があった。
10月の陸軍告示ではさらに電波兵器（レーダー）関係要員の召募も行われ、学歴の条件がない一般の特幹とは異なり中等教育学校で電気・通信関係の学術を修めた者、または電気・通信関係器材の制作・修理等の技能を持つ20歳未満の志願者から翌年（昭和20年）１月以降に採用した。電波兵器関係の教育は東京都北多摩郡の東京商科大学構内に設置した陸軍電波兵器練習部で行われた。
特幹は航空、船舶、鉄道などそれぞれの兵種が個別に、また段階的に採用をしたため期別や総数の把握が容易ではないが、終戦までに7万名以上の採用があったと推測する著述もある。船舶と航空の操縦要員は陸軍海上挺進戦隊など特別攻撃隊員として戦死した者が少なくない。
1945年（昭和20年）8月15日、日本はポツダム宣言を受諾し陸軍はそれまでの機能を失い、特幹の制度は勅令を待たずに自然消滅的に廃止となった。

## 概要

### 制度の内容
特幹の採用資格は満15歳以上20歳未満で学歴は問わないが、速成教育に対応できる程度を確保するため採用試験は中学校3年生の2学期修了程度の内容とされていた。身体検査と口頭試問、学科試験に合格すると採用の日から2年間現役に服する。臨時特例であり第1条の冒頭に「当分ノ内」という文言が入るように、特幹は戦時に限定された特別制度であったために現役期間を2年に限定した短期現役ではあったが、本人の希望によって現役を延長志願することもできる決まりになっていた。しかし制度設立から2年経たずに終戦となったため延長された実例はない。短期間の技術教育を目的として制定された制度であるが、戦況の逼迫により当初の計画よりもさらに教育期間を短縮して実戦部隊や官衙で勤務をする場合もあった。
候補生の階級は採用と同時に一等兵を命ぜられ、6か月後に上等兵、さらに6か月後に兵長に進級し、およそ1年6か月の課程終了後に下士官に任じられると定められた。一般には伍長となるが、中等教育学校以上の学歴保持者、または技能の特に優秀な者は軍曹に任ずることも可能とされた。1944年4月および８月に採用された者は兵長に進級した時点で1945年8月15日をむかえ、終戦の特別進級で兵籍上では下士官まで昇進した。また前述の海上挺進戦隊に所属し、フィリピンなどの外地へ出征した候補生は特別措置により軍曹に任じられた。

### 陸軍少年兵との違い
陸軍には少年飛行兵、少年通信兵、少年戦車兵、少年重砲兵など若年から教育を受ける各種の陸軍少年兵と通称される制度が存在した。これらは正しくは陸軍諸学校の生徒であり、それぞれの学校を卒業し下士官に任じられるまで厳密には軍人ではなかった（少年飛行兵に限り訓練中の事故死の危険性が高く殉職の賜金を可能にするため、基礎教育終了後は志願兵として正規の兵隊扱いとなった）。それに対して特幹は採用された時点から現役の一等兵であり、給与も陸軍諸学校生徒が月額４円の手当であるのと異なり一等兵の月給９円が支払われた。

### 他の幹部候補生との違い
陸軍には特幹と名称が類似した制度がいくつか存在した。幹部候補生の制度は予備役将校となる甲種幹部候補生および予備役下士官となる乙種幹部候補生があったが、どちらも4か月以上在営した兵のうち中等教育学校卒業以上の学歴保持者から選抜されるもので、特幹とはまったく別の制度である。一部には特幹として採用された後に所定の学歴条件を満たしている者が、あらためて志願のうえ試験に合格し甲種幹部候補生に転ずる場合もあった。他に1944年（昭和19年）5月に制定された特别甲種幹部候補生制度は高等教育の学歴を持つ民間からの志願者を予備役将校とするため教育するもので、これも学歴や年齢条件、予備役将校と現役下士官の補充といった諸条件が異なる別の制度である。